# Oratorio della Madonna del Carmine (Lari)
L'oratorio della Madonna del Carmine si trova a Lari.

## Storia e descrizione
L'oratorio si distingue per l'elegante proporzione dell'architettura, e deve la sua intitolazione alla presenza a Lari dei Carmelitani e della Confraternita omonima che si insediò nella chiesa dal tardo Seicento. Precedentemente era dedicato ai Santi Rocco e Giovanni Battista, invocati a protezione dalla peste del 1632.
Preceduto da un portico con quattro colonne sormontate da capitelli ionici e frontone triangolare, ha una pianta a croce greca e un altare maggiore di forme barocche in stucco, isolato; in un tabernacolo nel coro si conserva una "Madonna con il Bambino", a rilievo. Gli altari laterali ospitavano fino a qualche anno fa (quando furono rubate, causa anche la negligenza della parrocchia e delle autorità cittadine a dotare la chiesa di un qualsiasi sistema di allarme) due tele attribuite all'ambito dei fratelli Melani, pittori pisani del Settecento di impostazione tardo barocca.
Sopra l'ingresso è presente un organo a canne, costruito da Antonio Alari di Roma e risalente alla seconda metà del Settecento.